# Monte Cristo
Monte Cristo (The Count of Monte Cristo) ist ein Abenteuerfilm von Kevin Reynolds aus dem Jahr 2002. Die Handlung beruht auf dem Roman Der Graf von Monte Christo von Alexandre Dumas dem Älteren aus den Jahren 1844 bis 1846, erlaubt sich aber mehrere wesentliche Abweichungen.

## Handlung
Im Jahre 1814 während der ersten Verbannung Napoléon Bonapartes auf Elba sind Edmond Dantès und sein adeliger Freund Fernand Mondego als Matrosen auf einem Handelsschiff im Mittelmeer unterwegs. Als ihr Kapitän schwer erkrankt, laufen sie die Insel Elba an, um ihn zu einem Arzt zu bringen. Auch wenn jede Hilfe zu spät kommt, lässt Napoléon ihn von seinem Leibarzt persönlich untersuchen. Im Gegenzug verlangt er von Dantès, einen streng vertraulichen Brief nach Frankreich mitzunehmen und ihm einem gewissen Clarion zu überreichen.
Wieder in Marseille angekommen, wird Dantès zum Kapitän befördert und zieht damit die Missgunst des ersten Offiziers Danglars auf sich, der sich bei der Beförderung übergangen fühlt. Nun kann er seine Verlobte Mercédès ehelichen, hinter der aber auch sein vermeintlich bester Freund Mondego her ist.
Mondego und Danglars verschwören sich gegen Dantès. Mondego erzählt Danglars von Napoléons Brief, woraufhin dieser Dantès wegen Hochverrats anzeigt. Er wird verhaftet und dem Staatsanwalt Villefort vorgeführt. Dieser erkennt, dass der naive Dantès unschuldig ist und will ihn gehen lassen. Doch als Dantès ihm den Namen des Adressaten nennt, lässt er ihn ohne Prozess in den Kerker des Château d’If werfen. Bei dem Empfänger Clarion handelt es sich nämlich um den Vater des Staatsanwalts. Kurz nach der Inhaftierung lässt Villefort seinen Vater von Mondego töten. Als Gegenleistung teilt er Mercédès mit, dass Dantès hingerichtet worden sei. Da Mercedes bereits heimlich ein Kind von Dantès erwartet, heiratet sie Mondego einen Monat später.
Im Château d’If verbringt Dantès die nächsten dreizehn Jahre. Er hatte bereits seinen Lebenswillen verloren, als plötzlich der Mitgefangene Abbé Faria sich zu seiner Zelle durchgräbt. Sie freunden sich miteinander an und Faria erteilt ihm Unterricht in sämtlichen Wissenschaftsdisziplinen sowie im Umgang mit dem Säbel. Gemeinsam versuchen sie, sich einen Weg nach draußen zu graben. Als der Tunnel eines Tages über Faria einstürzt, ist er tödlich verletzt und übergibt Dantès eine Karte zu dem sagenhaften Schatz von Spada auf der Insel Monte Cristo. Nachdem der Abbé verstorben ist, trickst Dantès die Wächter aus, indem er Farias Platz im Leichensack einnimmt und sich ins Meer werfen lässt.
Auf einer Nachbarinsel stößt Dantès auf den Schmuggler Luigi Vampa und dessen Seeleute. Vampa zwingt Dantès mit Jacopo zu einem Messerkampf, da dieser versucht hatte, ihn zu bestehlen. Dantès siegt und überzeugt Vampa, auch Jacopos Leben zu verschonen. Jacopo schwört daraufhin, Dantès zu dienen. Dantès schließt sich den Schmugglern an, gemeinsam erreichen sie Marseille. Er besucht seinen ehemaligen Arbeitgeber Morrell, der ihn jedoch nicht erkennt, und erfährt, dass sein Vater Selbstmord begangen hatte. Danglars hat Morrells Schifffahrtsunternehmen übernommen und Mondego und Villefort sind währenddessen nach Paris gezogen. Dantès segelt mit Jacopo auf einer Jolle zur Insel Monte Cristo und findet dort mit Farias Karte den Schatz. 
Mit seinem Reichtum und seinen neuen Fähigkeiten etabliert sich Dantès der Pariser Gesellschaft schnell als "Count of Monte Cristo" mit Jacopo als seinem Diener. Mit seiner neuen Identität verübt er seinen Racheplan an denen, die sich damals gegen ihn verschworen haben. Edmond freundet sich mit den Mondegos an, indem er die Entführung und Rettung ihres Sohnes Albert inszeniert. Er lockt Fernand, Villefort und Danglars in eine Falle, indem er ihnen vorgibt, dass er den Schatz in Marseille entdeckt hat und in eine Falle tappen lässt. Seine Pläne führen dazu, dass Danglars beim versuchten Diebstahl auf frischer Tat ertappt wird und Villefort dazu gebracht wird, seine Rolle bei Clarions Tod zu offenbaren. Beide werden schließlich verhaftet. Fernand wird in den finanziellen Ruin gebracht, als Edmond seine Schuldner bei Glücksspielen informiert. Obwohl Edmond sein Aussehen stark verändert hat, wird er von Mercédès erkannt. Sie kann Edmond überzeugen und die beiden kommen wieder zusammen. Als Fernand sich auf die Flucht aus dem Land vorbereitet, offenbart Mercédès, dass der einzige Grund, warum sie ihn damals heiratete, darin bestand, dass sie damals mit Albert schwanger war, der eigentlich Edmonds Sohn ist. Edmond lockt Fernand bei den Ruinen des Landguts seiner Familie in eine Falle, nachdem er ihn glauben lässt, dass er dort einen Schatz finden würde. Albert greift ein, als Edmond versucht, Fernand zu töten, doch Mercédès erzählt ihm von seiner wahren Abstammung. Fernand versucht zu fliehen, erkennt aber, dass er nicht weit kommen wird und fordert schließlich Edmond zu einem Duell heraus. Fernand stirbt bei dem Duell. Kurz vor dem Abspann sieht man Edmond mit seiner Familie auf dem Château d'If. Er wollte es kaufen, um es abreißen zu lassen, lässt es aber stattdessen stehen, da er damals Faria geschworen hat, seinen Reichtum nur für gute Zwecke zu verwenden.

## Kritiken
Das Lexikon des internationalen Films schrieb, dem Film fehle die „romantische Stimmung“ der Romanvorlage wie auch das „psychologische Feingefühl“. Er sei „auf ein temporeiches Handlungsgeflecht reduziert“.

## Hintergrund
Die Dreharbeiten fanden in Irland und auf Malta statt. Die Produktionskosten betrugen schätzungsweise 35 Millionen US-Dollar. Der Film spielte in den Kinos der USA ca. 54,2 Millionen US-Dollar ein und ca. 75,4 Millionen US-Dollar weltweit.